# Piramide del Malpighi
Le piramidi del Malpighi (o piramidi renali) sono formazioni del rene a forma di cono. La zona midollare del rene è organizzata in 8-18 di queste formazioni coniche. La base di ogni piramide, periferica,  continua nella sostanza corticale, mentre l'apice, o papilla renale, punta internamente. Le piramidi renali appaiono di aspetto striato, essendo percorse assialmente dai dotti papillari e dai dotti collettori.

## Immagini correlate

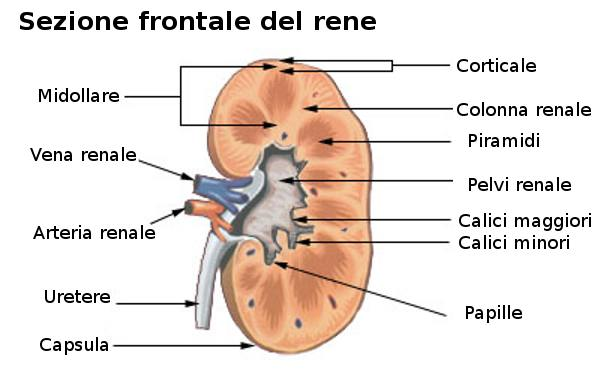
Sezione frontale del rene

La base di ogni piramide origina dal bordo corticomidollare, mentre l'apice termina in una papilla. Ciascuna papilla è circondata alla base da un calice minore nel cui lume essa sporge.